# Isaac Jones
Isaac Jones (Spanaway, Washington; 11 de julio de 2000) es un baloncestista estadounidense que pertenece a la plantilla de los Sacramento Kings de la NBA, con un contrato dual que le permite jugar además en su filial de la G League, los Stockton Kings. Con 2,06 metros de estatura, juega en la posición de ala-pívot.

## Trayectoria deportiva

### Universidad
Jugó tres temporadas en el Wenatchee Valley College, un junior college De la NJCAA, el as que promedió 18,3 puntos y 11,0 rebotes por partido, y fue elegido mejor jugador de su conferencia en 2022, tras promediar 25,3 puntos y 13,2 rebotes.
Tras esas tres temporadas, fue transferido a los Vandals de la Universidad de Idaho, ya en la División I de la NCAA, donde jugó una temporada en la que promedió 19,7 puntos, 7,1 rebotes, 1,7 asistencias y 1,1 tapones por partido, por lo que fue elegido debutante del año de la Big Sky Conference e incluido en el segundo mejor quinteto de la conferencia.
Finalmente fue transferido a los Washington State Cougars, donde promedió 15,3 puntos y 7,6 rebotes por partido, y fue incluido en el mejor quinteto de la Pac-12 Conference.

#### Estadísticas
| Año     | Equipo           | PJ | PT | MPP  | %TC  | %3P  | %TL  | RPP | APP | ROB | TPP | PPP  |
| ------- | ---------------- | -- | -- | ---- | ---- | ---- | ---- | --- | --- | --- | --- | ---- |
| 2022–23 | Idaho            | 31 | 31 | 31.5 | .629 | .316 | .676 | 7.8 | 1.7 | .6  | 1.1 | 19.4 |
| 2023–24 | Washington State | 35 | 34 | 31.7 | .575 | .071 | .712 | 7.6 | 1.5 | .5  | 1.1 | 15.3 |
| Total   | Total            | 66 | 65 | 31.6 | .603 | .212 | .693 | 7.7 | 1.6 | .6  | 1.1 | 17.2 |

### Profesional
Tras no ser elegido en el Draft de la NBA de 2024, el 3 de julio firmó un contrato dual con los Sacramento Kings, que le permite jugar además en su filial de la G League, los Stockton Kings.

## Estadísticas de su carrera en la NBA

### Temporada regular
| Año     | Equipo     | PJ | PT | MPP | %TC  | %3P  | %TL  | RPP | APP | ROB | TPP | PPP |
| ------- | ---------- | -- | -- | --- | ---- | ---- | ---- | --- | --- | --- | --- | --- |
| 2024-25 | Sacramento | 40 | 0  | 7.6 | .651 | .375 | .639 | 1.4 | .3  | .1  | .3  | 3.4 |
| Total   | Total      | 40 | 0  | 7.6 | .651 | .375 | .639 | 1.4 | .3  | .1  | .3  | 3.4 |